# Antinòia
Antinòia (grec antic: ἀντινόεια, llatí: Antinoeia) era un festival anyal i uns jocs quinquennals que es feien a l'Imperi Romà instituïts per l'emperador Hadrià en honor del seu amant preferit Antínous que s'havia ofegat al riu Nil, probablement sacrificat fanàticament pel seu sobirà.
El festival se celebrava a Atenes, a Eleusis, a Bitínia, a Argos i a Mantinea llocs on Antínous havia estat declarat déu i era adorat com a tal.